# Dancing in the Rain
Dancing in the Rain è il singolo di Ruth Lorenzo presentato all'Eurovision Song Contest 2014.